# Date Muneatsu
Date Muneatsu est un nom japonais traditionnel ; le nom de famille (ou le nom d'école), Date, précède donc le prénom (ou le nom d'artiste).
Date Muneatsu (伊達宗敦, né le 20 juin 1852 à Uwajima au Japon et mort le 6 janvier 1907 à Tokyo) est un daimyo japonais (seigneur féodal) du XIXe siècle, de 1870 à 1871, c'est-à-dire jusqu'à l'abolition du système han.

## Source de la traduction
- (en) Cet article est partiellement ou en totalité issu de l’article de Wikipédia en anglais intitulé « Date Muneatsu » (voir la liste des auteurs).